# Powiat zwiahelski
Powiat zwiahelski dawny powiat guberni wołyńskiej, z siedzibą w Nowogrodzie Wołyńskim. Zwiahel w 1796 Ukazem Katarzyny II przemianowany został na Nowogród Wołyński.
Leży na terenie dzisiejszych rejonów nowogródzkiego oraz lubarskiego w obwodzie żytomierskim oraz szepetowskiego, połońskiego, starosieniawskiego, lubarskiego w dzisiejszym obwodzie chmielnickim. 